# Candidula setubalensis
Candidula setubalensis  (лат.) — вид лёгочных земляных улиток рода Candidula семейства Hygromiidae. Этот вид является эндемиком юго-западной Португалии, где обитает в местности Serra da Arrabida поблизости от города Сетубала. Вид находится под угрозой вымирания из-за разрушения среды обитания.